# 코르바라 (페스카라현)
코르바라(이탈리아어: Corvara)는 이탈리아 아브루초주 페스카라도에 위치한 코무네다. 그란산소 에 몬티델라라가 국립공원에 위치한다.